# Damlos
Damlos är en kommun (på tyska Gemeinde) och ort i det tyska förbundslandet Schleswig-Holstein. Kommunen ligger i Kreis Ostholstein och har cirka 600 invånare. Motorvägen A1 passar genom kommunen, som ligger ungefär mitt på den "Oldenburgska halvön" i området Wagrien på fastlandet, nära ön Fehmarn.
Kommunen ingår i kommunalförbundet Amt Lensahn tillsammans med ytterligare sex kommuner.